# Video High Density

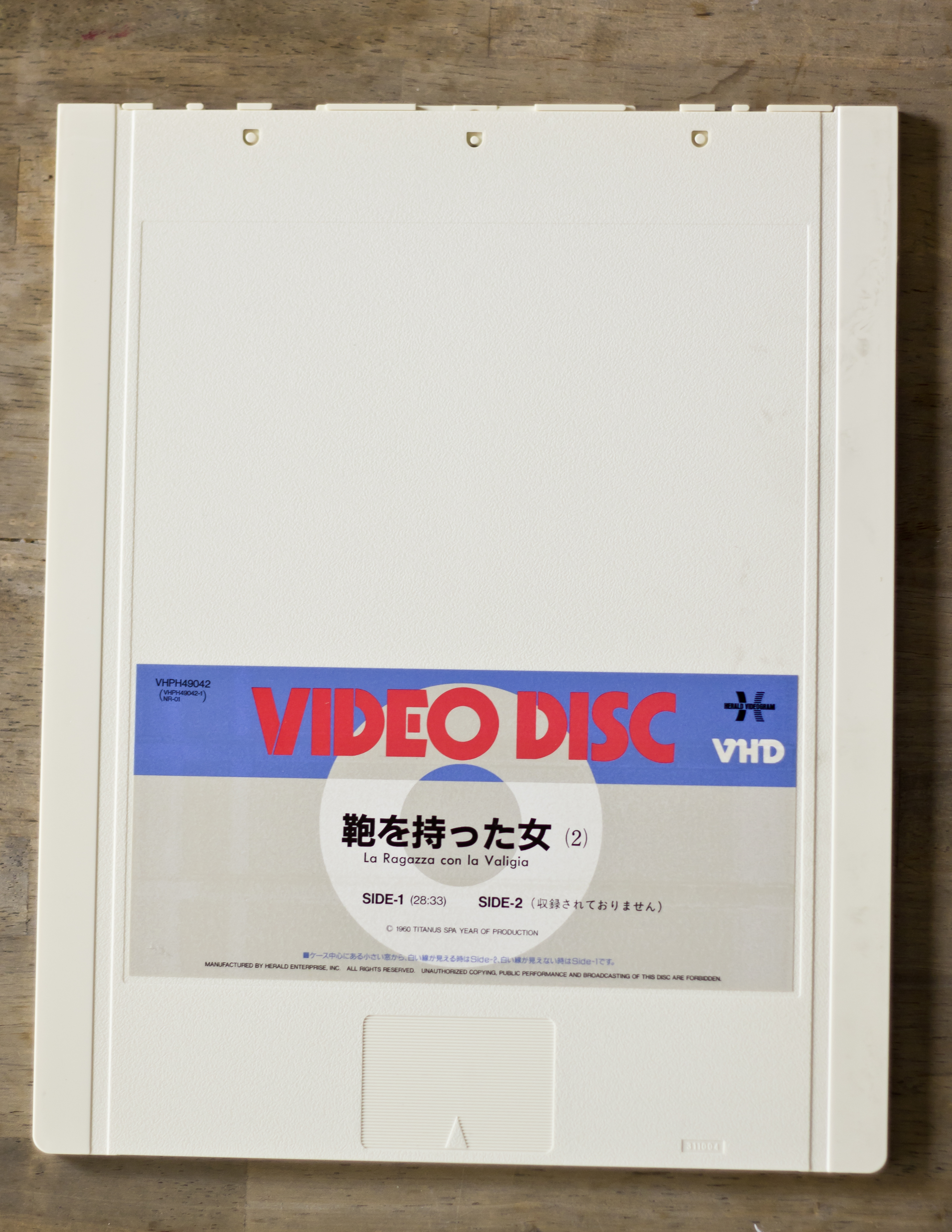
Un VHD.

Il Video High Density (VHD) è un formato di videodisco commercializzato principalmente in Giappone da JVC. Esiste anche una variante audio, nota come Audio High Density (AHD).

## Tecnologia
I dischi VHD hanno un diametro di 25 cm e possono contenere fino a 60 minuti di video per lato. Ogni disco è posto all'interno di una particolare custodia — come per il CED della RCA — e l'utente non entra in contatto direttamente con il disco. L'intera custodia viene inserita nel lettore e poi essere estratta, lasciando il disco all'interno per essere caricato e letto. Al termine di un lato, il disco deve essere rimosso, girato e reinserito.
Come il sistema RCA, il segnale è registrato sui dischi come una variazione della capacità elettrica, poiché il rivestimento conduttivo del disco stesso costituisce una parte di un circuito risonante. Nonostante non vi siano dei veri solchi come nel CED, Uno stilo in diamante legge il segnale e segue elettronicamente le tracce come per un CD. Questo significa quindi una minore usura, sebbene ci sia sempre un contatto fisico.
Il disco contiene 2 fotogrammi (4 campi) per rotazione e viene letto in costante velocità angolare (CAV), rendendo così la lettura più semplice dato che tutti i fotogrammi iniziano nella stessa posizione sul disco, ma, avendo due fotogrammi per rotazione, non è possibile ottenere un vero fermo-immagine.
Il sistema VHD possiede numerosi vantaggi rispetto al CED della RCA e al Laserdisc di MCA/Philips: in modalità attiva CAV (non disponibile per il CED), il VHD possiede una maggior capacità del Laserdisc, può contenere 99 capitoli ad accesso casuale e possiede la stessa funzione di autostop. Queste due funzioni dovevano essere programmate nel nastro master dal quale veniva realizzato il videodisc, assieme alla funzione del fermo-immagine con due fotogrammi. Ciò rese l'editing del master un'operazione per specialisti richiedente un preciso inserimento dei codici degli intervalli verticali nel segnale video e un'accurata modifica dei semiquadri.
Il VHD veniva sempre considerato come un formato molto interattivo, e supportava molti contenuti 'trick-play' non lineari direttamente tramite il lettore oppure con un'interfaccia VHDpc per i computer MSX e Sharp X1.
Tra le applicazioni vi erano giochi d'avventura e strumenti di diagnostica per le auto. La realizzazione di un disco interattivo richiedeva molta progettazione e un video editing video specializzato. I costi relativi a questo complicato processo e alla risoluzione dei problemi, oltre a riconoscere il fatto che la tecnologia di post-produzione video dell'epoca era stata portata ai suoi limiti, probabilmente hanno contribuito alla decisione di ritirare il sistema.

## Storia
Il VHD venne mostrato per la prima volta nel 1978 e, dopo numerosi annunci pubblicitari sulle riviste National Geographic, fu finalmente distribuito in Giappone nel 1983. A quel tempo, sia il Laserdisc che il CED iniziavano a subire le prime perdite con il successo delle VHS e delle Betamax. Nonostante abbia mostrato il lettore in diversi Consumer Electronics Show, JVC scelse di non commercializzare il VHD in Nord America.
Nel Regno Unito, Thorn EMI, il principale distributore del sistema VHS, vide il VHD come il passo successivo nel mercato e si interessò al formato. Nel 1981 investì in una fabbrica per stampare i dischi (a Swindon) e in un'unità di produzione per sviluppare un catalogo di titoli "interattivi" per sostenere un lancio previsto nel 1984, ma alla fine del 1983 annullò l'investimento. Il VHD rimase sul mercato nel Regno Unito principalmente come strumento educativo e formativo, solitamente collegato a un computer, ma riuscì ad attrarre pochi clienti.
Trovò la sua nicchia principale come sistema per i karaoke, e fu anche usato nei videogiochi di anime e nei sistemi di formazione interattiva. Delle versioni commerciali erano disponibili, oltre che nel Regno Unito, probabilmente anche negli Stati Uniti e venivano per la formazione, la dimostrazione e la diagnosi dei guasti.
In Giappone è stato venduto anche un sistema stereoscopico, dove i 3D VHD ricreavano l'effetto 3D utilizzando dischi a doppia velocità con immagini a occhi alterni e occhiali LCS per trasmettere la visione corretta a ciascun occhio.
Il VHD cadde in disuso dopo il 1986 ma la produzione dei dischi continuò fino ai primi anni novanta.

## VHDpc su MSX
Il VHD è stato anche commercializzato per l'uso con MSX e Sharp X1 e i lettori compatibili hanno il logo VHDpc. Sono stati creati diversi giochi per questo sistema e a seconda del VHD, i dati del programma MSX venivano memorizzati su un nastro separato o sullo stesso VHD.
Per l'MSX sono noti solamente 10 programmi e un gioco mai pubblicato. Come per l'hardware legato al VHD, sono molto rari e sono stati pubblicati solamente in Giappone.
| Prodotto             | Regione | Anno           | Titolo                                                  | Tipo         |
| -------------------- | ------- | -------------- | ------------------------------------------------------- | ------------ |
| MVIA-101 / VIAM-101  | JP      | 1986           | Birdie Try                                              | Videogioco   |
| MVIA-102 / VIAM-102  | JP      | 1986           | Time Gal                                                | Videogioco   |
| MVIA-103 / VIAM-103  | JP      | 1986           | Road Blaster                                            | Videogioco   |
| VIA-1                | JP      | 1985           | VROOM - Motorcycle Race                                 | Videogioco   |
| VIA-2                | JP      | 1985           | The Players Club                                        | Videogioco   |
| VIA-3                | JP      | 1985           | Alice in Chemical Reaction: Alice's Chemical Laboratory | Videogioco   |
| VIA-4 ?              | JP      | Non pubblicato | Highway Star                                            | Videogioco   |
| VIA-5                | JP      | 1985           | Legends of Star Arthur - Planet Mephius                 | Videogioco   |
| VIA-1001 / VIAM-1001 | JP      | 1985           | Thunder Storm                                           | Videogioco   |
| VIA-1501             | JP      | 1985           | Video Scramble                                          | Applicazione |
| VIA-1502             | JP      | 1985           | Xevious Map                                             | Applicazione |

## Oggi
Il VHD non è stato un grande successo come prodotto di consumo, ma ha venduto bene nei contesti sopracitati. Il VHD è diventato una sorta di cult in Giappone, e vengono ancora collezionati i dischi e i lettori.